# Rhitymna kananggar
Espèce
Rhitymna kananggar est une espèce d'araignées aranéomorphes de la famille des Sparassidae.

## Distribution
Cette espèce est endémique de Sumba en Indonésie.

## Description
La carapace de la femelle holotype mesure 5,3 mm de long sur 5,1 mm et l'abdomen 6,8 mm de long sur 4,0 mm.

## Étymologie
Son nom d'espèce lui a été donné en référence au lieu de sa découverte, Kananggar.

## Publication originale
- Jäger, 2003 : Rhitymna Simon 1897: an Asian, not an African spider genus. Generic limits and descriptions of new species (Arachnida, Araneae, Sparassidae). Senckenbergiana Biologica, vol. 82, no 1/2, p. 99-125.